# Akademija umetnosti v Novem Sadu
Akademija umetnosti v Novem Sadu (izvirno srbsko Akademija umetnosti u Novom Sadu), s sedežem v Novem Sadu, je akademija, ki je članica Univerze v Novem Sadu.
Trenutni dekan je prof. dr. Dušan Todorović. 